# Oslaw
Oslaw (inne formy to Osław, Oslav) – uczeń misjonarzy Cyryla i Metodego, wysłany w 863 roku z Nitry na Słowacji z misją chrystianizacyjną na Śląsk[niewiarygodne źródło?]. Jego pobyt na tym terenie nie został udokumentowany. Istnieją natomiast tradycje ustne przypisujące mu  prowadzenie działalności misyjnej w Rybniku, Radlinie (dokąd jakoby miał m.in. sprowadzić nasiona kłokoczki południowej), Opolu, Raciborzu, Koźlu a także na ziemi sanockiej wraz z innym uczniem braci sołuńskich Wiznogiem.